# Edinboro
Edinboro é um distrito localizado no estado norte-americano de Pensilvânia, no Condado de Erie.

## Demografia
Segundo o censo norte-americano de 2000, a sua população era de 6950 habitantes.
Em 2006, foi estimada uma população de 6682, um decréscimo de 268 (-3.9%).

## Geografia
De acordo com o United States Census Bureau tem uma área de
6,3 km², dos quais 6,0 km² cobertos por terra e 0,3 km² cobertos por água.

## Localidades na vizinhança
O diagrama seguinte representa as localidades num raio de 16 km ao redor de Edinboro.